# Megachile clariceps
Megachile clariceps är en biart som beskrevs av Heinrich Friese 1917. Megachile clariceps ingår i släktet tapetserarbin, och familjen buksamlarbin. Inga underarter finns listade i Catalogue of Life.